# Penstemon moffattii
Penstemon moffattii är en grobladsväxtart. Penstemon moffattii ingår i släktet penstemoner, och familjen grobladsväxter.

## Underarter
Arten delas in i följande underarter:
- P. m. moffattii
- P. m. paysonii